# Multilaterales Handelssystem
Multilaterales Handelssystem (englisch multilateral trading facility, abgekürzt MTF) ist im Börsenwesen nach der Legaldefinition des § 2 Abs. 6 BörsG ein multilaterales System, das die Interessen einer Vielzahl von Personen am Kauf und Verkauf von Finanzinstrumenten innerhalb des Systems und nach nicht-diskretionären Bestimmungen in einer Weise zusammenbringt, die zu einem Vertrag über den Kauf dieser Finanzinstrumente führt.

## Allgemeines
Als Betreiber eines solchen Systems kommen die Börse, Finanzdienstleister oder eine Wertpapierfirma in Frage. Multilateral bedeutet, dass eine Vielzahl von Handelsteilnehmern gleichzeitig Zugang zum System haben kann; ein Handelssystem ist heute meist ein elektronisches Handelssystem. Auch der Freiverkehr (Open Market) ist ein multilaterales Handelssystem. Systeme, die lediglich den Kontakt der Handelsteilnehmer ermöglichen, sind keine multilateralen Handelssysteme. Nicht-diskretionär bedeutet, dass die Regeln kein Ermessen zulassen dürfen und alle Käufer/Verkäufer gleichbehandeln müssen; der Betreiber der Handelssysteme darf konkret bei der Zusammenführung der Wertpapierorders (englisch matching) über keinen Spielraum verfügen.

## Rechtsfragen
Gemäß § 2 Abs. 5 BörsG und § 2 Abs. 22 WpHG gilt das multilaterale Handelssystem zusammen mit Börsen und organisierten Handelssystemen als Handelsplatz. Die Legaldefinition des multilateralen Handelssystems in § 2 Abs. 21 WpHG bezeichnet es als ein System oder einen Mechanismus, der die Interessen einer Vielzahl Dritter am Kauf und Verkauf von Finanzinstrumenten innerhalb des Systems zusammenführt. Der Betreiber eines multilateralen Handelssystems darf den Zugang zum System nur zugelassenen Handelsteilnehmern gewähren (§ 74 Abs. 1 WpHG in Verbindung mit § 19 Abs. 2 und Abs. 4 BörsG) und hat Regelungen hierfür und für die Einbeziehung von Finanzinstrumenten festzulegen (§ 72 Abs. 1 Nr. 1 und 2 WpHG). Seine vielfältigen Pflichten umfassen auch die Pflicht, geeignete Vorkehrungen zu treffen, um auch bei erheblichen Preisschwankungen eine ordnungsgemäße Preisermittlung sicherzustellen (§ 72 Abs. 1 Nr. 6 WpHG). Börsenpreise müssen im System entsprechend § 24 Abs. 2 BörsG zustande kommen (§ 74 Abs. 2 WpHG).
Gemäß der Richtlinie über Märkte für Finanzinstrumente der Europäischen Union bestehen für Betreiber umfangreiche Offenlegungspflichten. Der Betrieb eines solchen Systems gilt in Deutschland seit 2006 als Wertpapier- bzw. Finanzdienstleistung. Was als Finanzdienstleistung anzusehen ist, wird abschließend in § 1 Abs. 1a Satz 2 und 3 KWG festgelegt.

## Systeminhalt
Ein multilaterales Handelssystem ist eine börsenähnliche Handelsplattform (meist internetbasiert) mit im Vergleich zu geregelten Märkten weitgehend übereinstimmenden Anforderungen, etwa an
- Zulassung von Handelsteilnehmern,
- Regeln für Preisermittlung und Geschäftsabwicklung,
- Kontrollverfahren und
- Vor- und Nachhandelstransparenz durch die BaFin.[4]

Der Unterschied zum geregelten Markt besteht darin, dass keine Anforderungen bei der Handelseinbeziehung an Finanzinstrumente und Emittenten und außerdem keine Zulassungsfolgepflichten bestehen. Dies bedeutet, dass die Finanzinstitute die Möglichkeit erhalten, gemeinsam ein Handelssystem einzurichten, an dem Wertpapiere gehandelt werden. Finanzinstitute können Wertpapieraufträge von Kunden somit auch intern abhandeln (englisch: clearen), was dem Anbieter im geregelten Markt verwehrt bleibt.
Das erste multilaterale Handelssystem in Deutschland war die in Berlin betriebene Handelsplattform Tradegate. Mittlerweile wurde diese als Börse zugelassen. Ein weiteres multilaterales Handelssystem ist das von Großbanken betriebene Turquoise. Die multilateralen Handelssysteme stehen in Konkurrenz zu den etablierten Börsen.